# われら女性
『われら女性』（われらじょせい、イタリア語: Siamo Donne）は、1953年（昭和28年）製作・公開、イタリアのオムニバス映画である。

## 略歴・概要
アルフレード・グアリーニが企画し、チェーザレ・ザヴァッティーニが全挿話の原作・脚本を執筆し、それぞれの挿話の脚本をルイジ・キアリーニ、オテッロ・マルテッリ、ジョルジョ・プロスペリ、スーゾ・チェッキ・ダミーコが共同執筆した。製作もとのティタヌスが配給し、イタリア国内では同年10月22日に公開された。
日本では、1954年（昭和29年）にイタリフィルムが輸入し、同年7月24日、松竹洋画部とともに共同配給して公開された。日本でのビデオグラムは、2004年（平成16年）9月18日、紀伊國屋書店がDVDを発売している。1964年9月17日にはフジテレビの『テレビ名画座』でテレビ放送が行われた。

## 構成
全挿話の原作・脚本チェーザレ・ザヴァッティーニ。
1. 第一話 - 4 attrici, 1 speranza : 監督・共同脚本アルフレード・グアリーニ、撮影ドメニコ・スカラ、主演エンマ・ダニエーリ / アンナ・アメンドラ
2. 第二話 - Alida Valli : 監督ジャンニ・フランチョリーニ、共同脚本ルイジ・キアリーニ、撮影エンツォ・セラフィン、主演アリダ・ヴァリ
3. 第三話 - Ingrid Bergman : 監督・共同脚本ロベルト・ロッセリーニ、共同脚本ルイジ・キアリーニ、撮影オテッロ・マルテッリ、主演イングリッド・バーグマン
4. 第四話 - Isa Miranda : 監督・共同脚本ルイジ・ザンパ、共同脚本ジョルジョ・プロスペリ / ルイジ・キアリーニ、撮影ドメニコ・スカラ、主演イザ・ミランダ
5. 第五話 - Anna Magnani : 監督ルキノ・ヴィスコンティ、共同脚本スーゾ・チェッキ・ダミーコ、撮影ガボール・ポガニー、主演アンナ・マニャーニ

## スタッフ
- プロデューサー : アルフレード・グアリーニ（Alfredo Guarini）
- 監督 : アルフレード・グアリーニ、ジャンニ・フランチョリーニ（Gianni Franciolini）、ロベルト・ロッセリーニ、ルイジ・ザンパ、ルキノ・ヴィスコンティ
- 脚本・原作 : チェーザレ・ザヴァッティーニ
- 共同脚本 : アルフレード・グアリーニ（1）、ルイジ・キアリーニ（2-4, Luigi Chiarini）、ジョルジョ・プロスペリ（4, Giorgio Prosperi）、スーゾ・チェッキ・ダミーコ（5）
- 撮影 : ドメニコ・スカラ（1&4, Domenico Scala[4]）、エンツォ・セラフィン（2, Enzo Serafin）、オテロ・マルテリ（3, Otello Martelli）、ガボール・ポガニー（5, Gábor Pogány[5]）
- 編集 : マリオ・セランドレイ（1&5, Mario Serandrei）、アドリアーナ・ノヴェッリ（2, Adriana Novelli[6]）、イオランダ・ベンヴェヌーティ（3, Jolanda Benvenuti[7]）、エラルド・ダ・ローマ（4, Eraldo Da Roma[8]）
- 音楽 : アレッサンドロ・チコニーニ（Alessandro Cicognini）
- 助監督 : ニコロ・フェラーリ（1&3, Nicolò Ferrari）、（2, Marcello Caracciolo Di Laurino）、ナンニ・ロイ（4）、フランチェスコ・マゼッリ（5, Francesco Maselli）

## キャスト
すべて本人役での出演である。クレジット順に列挙する。
- イングリッド・バーグマン - 第三話（吹替：初井言栄）
- アンナ・マニャーニ - 第五話
- イザ・ミランダ - 第四話（吹替：中曽根公子）
- アリダ・ヴァリ - 第二話（吹替：山岡久乃）
- アンナ・アメンドラ（Anna Amendola[9]） - 第一話
- エンマ・ダニエーリ（Emma Danieli[10]） - 第一話
- クリスティナ・ドリア（Cristina Doria[11]） - 第一話
- クリスティナ・ファントン（クリスティナ・ファントーニ、Cristina Fantoni） - 第一話
- マドレーヌ・フィッシャー（Madeleine Fischer[12]） - 第一話
- マリア・クリスティナ・グラド（クリスティナ・グラド、Cristina Grado[13]） - 第一話
- マリア・グラツィア・ジャコメッリ（Maria Grazia Jacomelli[14]） - 第一話
- ドナテッラ・マロス（Donatella Marrosu[15]） - 第一話
- ジーナ・メルッチ（Gina Mellucci[16]） - 第一話
- マーラ・トディスコ（Mara Todisco[17]） - 第一話